# Gosses Bluff-kráter
A Gosses Bluff, más néven Gosse's Bluff egy becsapódási kráter lepusztult maradványa (asztrobléma) Ausztrália Északi területén, Alice Springstől kb 175 kilométerre nyugatra.
A krátert évezredek óta ismerték az őslakók, Tnorala néven azóta is szent helyként tisztelik. Noha a becsapódás igen régen történt, az őslakók mítoszaiban egy becsapódásra emlékeztető történetet mesélnek el. Eszerint az égben táncoló nők csoportjából az egyikük annyira belefeledkezett a táncba, hogy kosárban alvó gyermeke leesett a Földre, így hozva létre a krátert. A kosár azóta is látható az égen a Déli Korona csillagkép formájában. 
A modern tudomány az 1960-as évek során fedezte fel a formáció becsapódásos eredetét, olajkutatások nyomán. A becsapódás a kréta legelején történt, kb. 142 millió évvel ezelőtt. Az eredeti kráter átmérője kb. 22 kilométer volt. A kráter egykori pereme már lepusztult, a teknő feltöltődött. A manapság is látható, még mindig lenyűgöző, kb. 4 kilométer átmérőjű kör alakú képződmény az egykori központi kiemelkedés mára lepusztult maradványa.

## Elhelyezkedése és megközelítése
A kráter légvonalban 160 kilométerre nyugatra található Alice Springs várostól, mintegy 750 méteres magasságban. A legtöbb hasonló kráterrel szemben könnyen megközelíthető. Az Alice Springsből nyugat felé induló Larapinta Drive úton haladva kb. 50 kilométer után ágazik el nyugat felé a Namatjira Drive, mely egy egészen rövid szakaszt leszámítva végig aszfaltút, ahonnan tovább ágazik a kráterhez vezető 5 kilométeres földút. 
A földút egyenesen a kráter belsejében végződik, ahol egyszerű autóparkoló, turistaösvény és ismertető tábla található, de egyéb szolgáltatás nincs. Mivel a kráter az őslakók egyik szent helye, a sziklák tetejére való felmászás, vagy a gerincen való séta tiltott.
Turisták számára javasolják visszafele a körutat, ebben az esetben a krátertől visszajövet tovább kell haladni a Namatjira Drive úton dél felé. Az út beleágazik a Larapinta Drive útba, ami visszavisz Hermannsburg érintésével Alice Springsbe. Tankolási, vagy vásárlási lehetőség Hermannsburgban van. A település egy fontos ausztrál kulturális emlékhely. Ezen az úton 2013-ban kb. 40 kilométeres földút szakaszra kell számítani.
A kráter felkeresésére az ottani téli hónapok a legalkalmasabbak, olyankor elviselhető a meleg. Az út néhány jó állapotú földút szakaszt leszámítva végig aszfalt, ezért száraz időben jól felszerelt normál városi autóval is járható. Heves esőzések idején előfordulhat, hogy a kráterhez vezető földút járhatatlanná válik, esetleg elárasztás miatt útzárat rendelnek el. 
Mivel az út jórészt lakatlan területen húzódik, ezért az Outback egyéb helyeire is vonatkozó biztonsági előírásokat itt is be kell tartani. Gondoskodni kell a jármű megfelelő állapotáról, két pótkerékről, bőven elegendő üzemanyagról, élelemről és több napi ivóvízről, vészhelyzet esetére bérelhető műholdas telefonról.